# Salzburger Volkspartei
De Salzburger Volkspartei (Nederlands: Salzburgse Volkspartij, (S)VP) is een Oostenrijkse politieke partij die deel uitmaakt van de Oostenrijkse Volkspartij (ÖVP) en actief is in de deelstaat Salzburg. De partij is te onderscheiden van de ÖVP Salzburg Stadt, die opereert in de gemeente Salzburg.
De Salzburger Volkspartei werd in 1945 opgericht en is - met uitzondering van de periode 2004–2013 - altijd de grootste partij van de deelstaat geweest.

## Verkiezingsuitslagen
De SVP behaalde de volgende resultaten bij de lokale verkiezingen voor de Landdag van Salzburg:
| Jaar | Percentage | Zetels  |
| ---- | ---------- | ------- |
| 1945 | 56,7%      | 15 / 26 |
| 1949 | 43,6%      | 12 / 26 |
| 1954 | 45,9%      | 15 / 32 |
| 1959 | 43,3%      | 14 / 32 |
| 1964 | 44,9%      | 15 / 32 |
| 1969 | 40,7%      | 13 / 32 |
| 1974 | 47,2%      | 18 / 36 |
| 1979 | 45,4%      | 17 / 36 |
| 1984 | 50,2%      | 19 / 36 |
| 1989 | 44,0%      | 16 / 36 |
| 1994 | 38,6%      | 14 / 36 |
| 1999 | 38,8%      | 15 / 36 |
| 2004 | 37,9%      | 14 / 36 |
| 2009 | 36,6%      | 14 / 36 |
| 2013 | 29,0%      | 11 / 36 |
| 2018 | 37,8%      | 15 / 36 |
| 2023 | 30,4%      | 12 / 36 |